# 尤巴城5人事件
尤巴城5人事件（英語：Yuba County Five）是一起發生於美國的未解懸案。五名相關人士都是來自美國加利福尼亞州尤巴城的年輕人，他們均患有輕度學習障礙或精神病，他們於1978年2月24日晚上參加了在加州州立大學奇科分校的籃球比賽，卻在開車返家途中下落不明。他們的車輛在2月28日被發現停放在偏離正常路徑112公里的山區道路上。四個月後，其中四人的遺體在車輛發現處約30公里外的一處露營車營地被發現，三人陳屍在周邊的林地，第四人則被發現在躲入一處露營車支撐了約八至十三周，法醫的驗屍報告顯示四人均死於寒冷或飢餓（報告指出疑似支撐最久的第四人在死前失去了約等於他生前體重一半的45KG體重）。最後一名失蹤者嘉利.馬修斯（英語：Gary Dale Mathais）至今仍下落不明。這一事件又被稱為美國版的迪亞特洛夫事件 。